# Front patriotique du peuple éthiopien
Le Front patriotique du peuple éthiopien (FPPE) est un groupe rebelle en Éthiopie implanté dans la zone nord Gondar de la  région Amhara et une partie de la région Gambela. Le 22 mai 2006, le FPPE s'est uni à la Coalition pour l'unité et la démocratie, le Front de libération national de l'Ogaden, le Front de libération Oromo, le Front de libération Sidama et les Forces démocratiques éthiopiennes unies pour former une coalition appelée l'Alliance pour la liberté et la démocratie.

## Histoire
Parce qu'il était soutenu par le gouvernement érythréen pendant de longues années, le FPPE était assez peu populaire à l'intérieur de l'Éthiopie. Malgré tout, après la campagne de répression menée par le gouvernement éthiopien après les élections législatives de 2005, la popularité du FPPE a grandi. En mars/avril 2006, il a annoncé avoir vaincu des unités armée gouvernementales dans la zone de Semien Gondar. L'agence de presse éthiopienne a quant-à-elle annoncé que le gouvernement contrôlait la région.
En juin 2006, le FPPE s'est à nouveau confronté au forces gouvernementales dans la région Amhara. Le gouvernement a déclaré avoir tué 111 partisans et en avoir capturé 86, alors que le FPPE annonçait avoir battu les troupes gouvernementales dans la woreda de Qwara le 7 juin, et près de Delelo dans la woreda de Lay Armachiho cinq jours plus tard.